# Frère Rachid
Frère Rachid ou Brother Rachid de son vrai nom Rachid Hammam[réf. nécessaire], né en 1971 à Sidi Bennour, au Maroc, est un télévangéliste marocain parmi les plus connus au Moyen-Orient. Ancien musulman converti, il dirige une émission hebdomadaire évangélique le jeudi soir sur la chaîne satellitaire Al Hayat TV basée à Chypre.

## Biographie
Rachid Hammam est né au Maroc dans la famille d'un imam de tendance conservatrice et a été élevé dans la région de Doukalla. Il affirme avoir appris un sixième du Coran à partir de l'âge de six ans. Il a ensuite étudié l'économie et l'informatique à l'université Hassan II de Casablanca. En 1990, à l'âge de dix-neuf ans, il se convertit au christianisme après avoir étudié les différences entre les deux religions, alors qu'il voulait se faire au départ le défenseur de sa religion d'origine. Lorsque ses parents découvrent sa conversion, il est chassé de son domicile familial, ce qui l'oblige à vivre avec des missionnaires protestants, puis à quitter son pays. Ayant compris que la plupart des Arabes ne comprennent pas l'arabe classique dans lequel le Coran est rédigé, il se met à le traduire dans différentes versions modernes de l'arabe, afin de rendre plus clair son message, en ayant la certitude de son effet repoussoir.
Il commence à diriger en 2005 des programmes hebdomadaires sur Al Hayat TV.  Ces programmes parlent de la foi chrétienne. Il y a eu Bas les masques (Unveiling the Mask) avec 55 épisodes enregistrés  et Questions brûlantes (Daring Questions) avec trois cents épisodes en direct, qui permet à des personnes musulmanes se posant des questions sur le christianisme d'appeler en direct et qui montre aussi des témoignages de nouveaux convertis au christianisme venant d'un environnement musulman. Cette chaîne est controversée dans le monde musulman et interdite dans plusieurs pays arabes. Une prime est même offerte contre certaines personnalités qui s'y montrent et l'encadrement de la chaîne. Rachid ne veut pas révéler son nom de famille. Son émission aurait selon certains permis la conversion de plus de 150 000 anciens musulmans vers le christianisme évangélique.

## Points de vue
Rachid demande que les Marocains aient la permission légale :
1. de pouvoir changer de religion s'ils le désirent ;
2. de pouvoir détenir une version de la Bible en arabe marocain ou en arabe moderne, sans craindre d'être arrêtés par la police ;
3. de donner des prénoms chrétiens à leurs enfants s'ils sont chrétiens ;
4. de pouvoir faire bénéficier les enfants chrétiens marocains du catéchisme au lieu de leçons coraniques ;
5. de pouvoir pratiquer librement la religion chrétienne pour les chrétiens marocains[3].

Dans une vidéo intitulée « Message au président Obama de la part d'un ancien musulman », il affirme que les actions de l'État islamique en Irak et en Syrie (DAECH) sont liées à la religion musulmane, malgré les affirmations en sens contraire, et estime que le terrorisme islamiste commence dans les écoles coraniques et les mosquées :

« Combien de cheiks saoudiens sont-ils en train de prêcher la haine? Combien de chaînes de télévision et de radio sont-elles en train d'endoctriner les gens en leur apprenant la violence du Coran et de ses Hadiths? Combien de sermons du vendredi sont-ils dirigés contre l'Occident, contre la liberté et la démocratie? Combien y a-t-il d'écoles islamiques qui produisent des générations d'enseignants et d'élèves qui croient au djihad avec le but de mourir en combattant les « infidèles »? Et enfin, combien y a-t-il de sites sur Internet financés par les gouvernements, vos alliés, qui ont des cheiks émettant des fatwas contre les droits de l'homme les plus élémentaires? Si vous voulez combattre le terrorisme, commencez là-bas. »

« Tant que le monde musulman ne sépare pas la religion de l'État, nous ne mettrons jamais fin à ce cycle (...) Si l'islam n'est pas le problème, comment se fait-il que parmi les millions de Chrétiens du Moyen-Orient pas un ne se fasse exploser pour commettre un attentat-suicide (qualifié de martyre par les terroristes), même s'ils vivent dans les mêmes conditions économiques et politiques et parfois même les pires ? ».

Rachid pense que la montée de l'État islamique en Irak et au Levant a créé une crise sans précédent dans le domaine de la foi dans le monde musulman :

« Beaucoup de musulmans se demandent "Si l'État islamique représente l'islam, je dois le quitter". Certains deviennent athées...Il y a une énorme vague d'athéisme actuellement dans le monde arabe et d'autres se tournent vers Jésus-Christ. L'Islam n'a jamais fait face à une telle crise autrefois. »

Rachid pense également qu'un « réveil » chrétien a lieu au Moyen-Orient, alors que beaucoup de musulmans deviennent athées, agnostiques ou chrétiens, après avoir découvert quelle est la réalité de l'islam et qu'il n'est pas comme d'autres religions car « l'islam n'accepte aucune loi en dehors de celle d'Allah. »

## Vie privée
Rachid est marié. Sa femme est également marocaine de confession chrétienne. Ils ont trois enfants.

## Publication
- Frère Rachid, DAESH et l'Islam - L'analyse d'un ex-musulman, traduit de l'arabe par Maurice Saliba, éd. Waterlife, 2017 (présentation en vidéo par l'auteur) ; original en arabe, 2016.